# Guadramiro
Guadramiro es un municipio y localidad española de la provincia de Salamanca, en la comunidad autónoma de Castilla y León. Se integra dentro del partido judicial de Vitigudino y la comarca de La Ramajería.
Su término municipal está formado por un solo núcleo de población, ocupa una superficie total de 31,48 km² y según los datos demográficos recogidos en el padrón municipal elaborado por el INE en el año 2017, cuenta con una población de 152 habitantes.

## Toponimia
Su nombre proviene de una estructura nominal del astur-leonés del siglo X que supondría la unión de la palabra árabe Wadi (río o valle) y el nombre latino Ramirum, el cual se debería a la reconquista del municipio por Ramiro II de León. El pueblo en la franja despoblada que separaba a los territorios musulmanes de los cristianos pasó a manos del rey leonés Ramiro II tras la batalla de Simancas en el año 939, que desplazó la línea defensiva del Duero al Tormes.

## Símbolos

### Escudo
El escudo heráldico que representa al municipio fue aprobado el 7 de septiembre de 2007 con el siguiente blasón:

«Partido. Primero, en campo de azur una torre donjonada de plata rematada con cinco pináculos, mazonada y aclaradas de sable. Segundo en campo de Gules, cinco flores de lis esmaltadas en oro puestas en sotuer. Timbrado de la Corona Real Española»
Boletín Oficial de Castilla y León nº 193 de 3 de octubre de 2007

### Bandera
La bandera municipal fue aprobada también el 7 de septiembre de 2007 con la siguiente descripción textual:

«Bandera cuadrada de proporciones 1/1, formada por un paño de color azul con una franja paralela al asta de color rojo a 1/4 de la anchura, enclavada de seis piezas rojas y cinco azules. Figurando en la franja azul centrado y sobrepuesto el escudo municipal»
Boletín Oficial de Castilla y León nº 193 de 3 de octubre 2007

## Historia

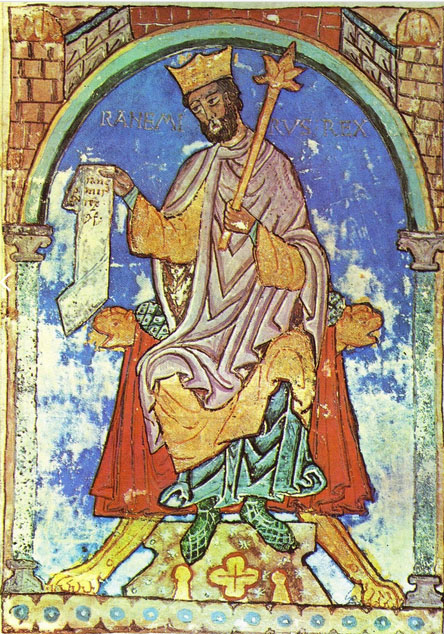
Ramiro II de León reconquistó Guadramiro en el

La historiografía sitúa la reconquista y refundación de Guadramiro en el siglo X, siendo llevada a cabo por el rey Ramiro II de León (monarca al que debería su nombre la localidad) tras su victoria sobre Abderramán III en la batalla de Simancas. En la Alta Edad Media se denominaba Guad-Ramiro.
La primera referencia histórica de la localidad que se conserva data de 1167, cuando Fernando II de León otorgó las villas de Guadramiro y Monleras al Obispado de Zamora por unos hechos acontecidos en la catedral zamorana y que habían supuesto un agravio para su obispo. Por este documento podemos ver que ya en el siglo XII Guadramiro tenía la categoría de villa. Dos años más tarde, en 1169 aparecerá otro documento de Fernando II de León en que se cita a Guadramiro delimitando el término de Vitigudino, que por aquel entonces aun era aldea) al entregar dicho rey leonés el pueblo vecino al obispado de Salamanca. Por otro lado en 1265, en copia documental de 1345 conservada en los archivos de la Catedral de Salamanca, aparece Guadramiro citado de la siguiente manera: la Yglesia Catedral de la ciudad de Salamanca: Summa Libro a todos los préstamos que la iglesia Catedral de la Ciudad de Salamanca ha e tiene en la dicha ciudad e en sus tierras e término e en la villa de Ledesma e en su término..., y se refiere al préstamo para la construcción de la iglesia de Gadramiro.
Por otro lado, durante toda la Edad Media Guadramiro perteneció a la tierra de Ledesma, rigiéndose por el fuero que Alfonso VI de León otorgase a dicha villa en el 1100, actualizado en 1161 por un nuevo fuero otorgado por Fernando II de León. Posteriormente Guadramiro pasará a ser la capital del Señorío de Guadramiro, el cual recaerá en los Maldonado-Ormaza, señorío que quedaba encuadrado bajo la jurisdicción del conde de Ledesma. Esta importancia le valió a Guadramiro ser reconocido posteriormente como "Villa".

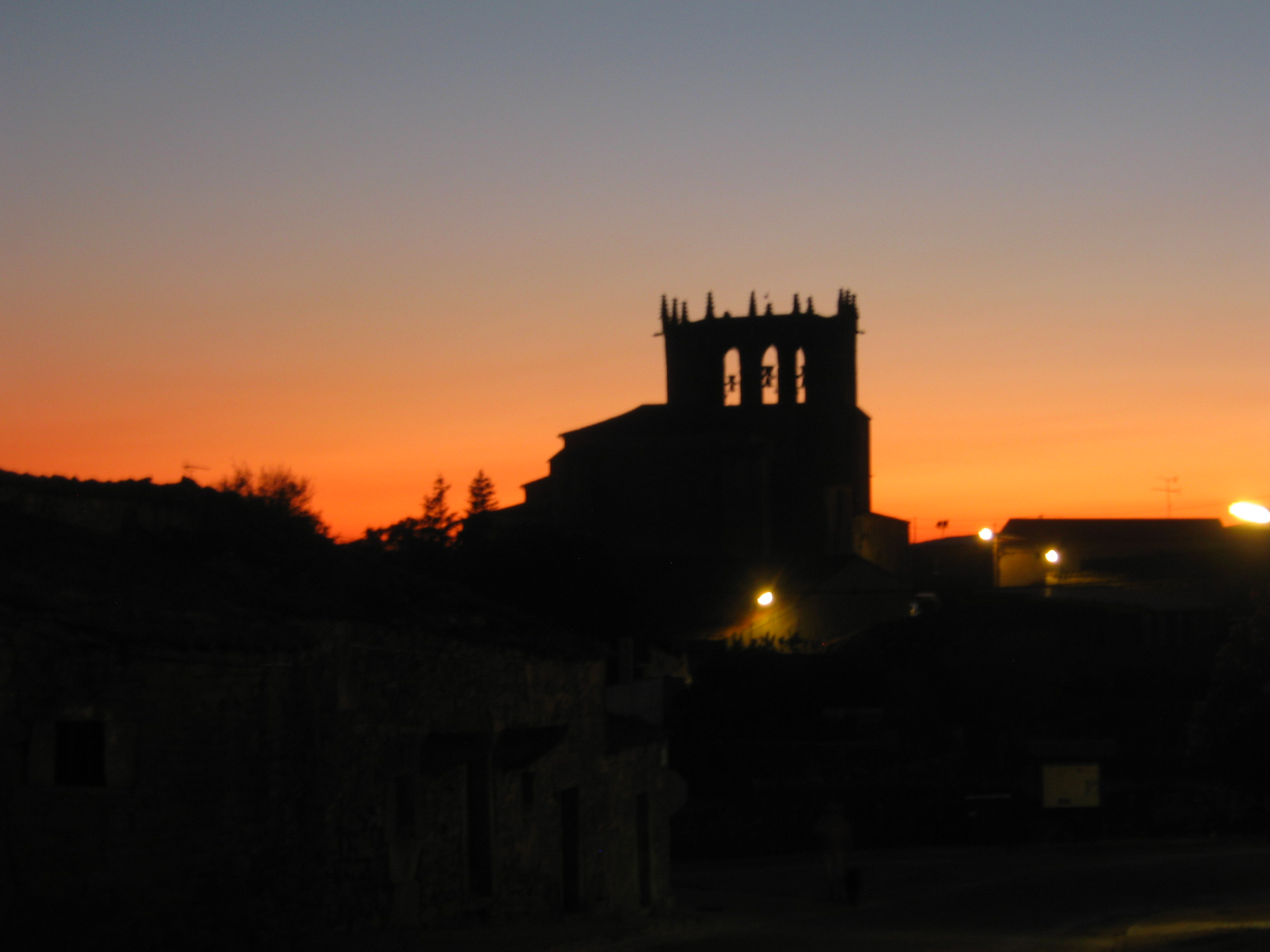
Torre de Guadramiro al atardecer

Hasta el siglo XIX se mantuvo por algunos autores la tesis de que Miróbriga correspondería geográficamente con el actual emplazamiento de Guadramiro. Del mismo modo otros mantuvieron que era Bletissa la que coincidiría con la actual situación de Guadramiro.
El ilustre Diego de Torres Villarroel ambientó en Guadramiro una de sus obras, concretamente "Introducción y Saynetes para la Comedia que se representó en casa de Don Joseph Ormaza y Maldonado á la bienvenida de mi Señora Doña Isabel de Cañas, hija de los Señores Duques del Parque". Esta obra se desarrollaba en Guadramiro y entre sus personajes estaba representado el alcalde de Guadramiro. Al municipio guadramirense se realizaba una cita por parte del personaje "la alcaldesa", la cual rezaba de la siguiente manera:
<<Ha dado en la locura rematada,
que no he de cantar sola la tonada,
que á nostra Ama Isabel, y á su hermosura,
mos hizo en Guadramiro el Señor Cura,
y quiere acompañarme el muy villano
con aquella gorjaza de marrano,
para que con sus voces y sus gritos,
me eche á perder mis dulces gorgoritos>>.
Con la creación de las actuales provincias en 1833, Guadramiro quedó encuadrado en la provincia de Salamanca, dentro de la Región Leonesa, división territorial que se mantiene vigente en la actualidad.

## Geografía
El municipio se sitúa en el límite sur de La Ramajería, lindando con los términos de Valderrodrigo, Barceo, Vitigudino, Yecla de Yeltes y Encinasola de los Comendadores. La localidad se encuentra situada a una altitud de 748 m s. n. m.
| Noroeste: Encinasola de los Comendadores | Norte: Valderrodrigo | Noreste: Barceo          |
| Oeste: Encinasola de los Comendadores    |                      | Este: Vitigudino         |
| Suroeste Cerralbo                        | Sur: Yecla de Yeltes | Sureste: Yecla de Yeltes |

### Accesos
El principal acceso a Guadramiro es desde Salamanca:
- Abandone Salamanca por la CL-517 en dirección a Vitigudino.

- Una vez llegado a Vitigudino continúe hacia Lumbrales y tome la DSA-570 en dirección Guadramiro/Barruecopardo y a 1 km llegarás a Guadramiro.

Existen otras dos vías de acceso al municipio.
- Por la carretera DSA-567, desde Lumbrales o Yecla de Yeltes.

- Por la carretera DSA-570, desde Encinasola de los Comendadores.

### Transporte
Con respecto al transporte de viajeros en autobús, la compañía Arribes Bus S.L. ofrece servicios por carretera entre el municipio, Salamanca y Vitigudino. Los lunes, miércoles y viernes sale de Salamanca a las 13:15 h. y las 18:00 h. Los martes y jueves sólo a las 13:15 h. Desde Guadramiro sale los lunes, miércoles y viernes a las 8:15 h y las 15:45 h. Los martes y jueves sólo a las 8:15 h. Desde Guadramiro sale los martes otra línea con destino Vitigudino a las 11:40 h.

## Demografía
Guadramiro cuenta con una población de 124 habitantes (INE 2024).
| Gráfica de evolución demográfica de Guadramiro entre 1842 y 2021                                                    |
| |
| Población de derecho según los censos de población del INE Población de hecho según los censos de población del INE |

Su población está cada vez más envejecida. Son pocos los vecinos productores. Se dedican a la ganadería y a la agricultura. En el 2005 se realizó la concentración parcelaria, hecho que sin duda beneficiará el desarrollo ganadero y hará más cómodo el trabajo de producción.
Según el Instituto Nacional de Estadística, Guadramiro tenía, a 1 de enero de 2021, una población total de 133 habitantes, de los cuales 82 eran hombres y 51 mujeres. Respecto al año 2000, el censo reflejaba 223 habitantes, de los cuales 130 eran hombres y 93 mujeres. Por lo tanto, la pérdida de población en el municipio para el periodo 2000-2021 ha sido de 90 habitantes, un 40% de descenso.
Cabría citar que en el censo de la Corona del siglo XVI era el núcleo de población más poblado de la Roda de Mieza con 136 vecinos (unos 800 habitantes), representando Guadramiro en torno al 30% del vecindario de esta "Roda" que reunía catorce núcleos poblacionales.

## Monumentos y lugares de interés

### Edificios militares
- Torre de Guadramiro (siglo XIV): Monumento plateresco de 23 metros construido de cantería, declarado Bien de Interés Cultural (BIC). Cabe destacar los pináculos góticos que tiene en el tejado así decoración con bolas en los costados y las cuatro gárgolas que posee para la canalización del agua. Esta fortificación se construyó para la defensa del palacio que los Señores de Guadramiro tenían en la localidad, añadiéndosele más tarde a su lado la Iglesia de El Salvador. Es el único edificio de la provincia de Salamanca que presenta pináculos con pomas.

### Edificios religiosos

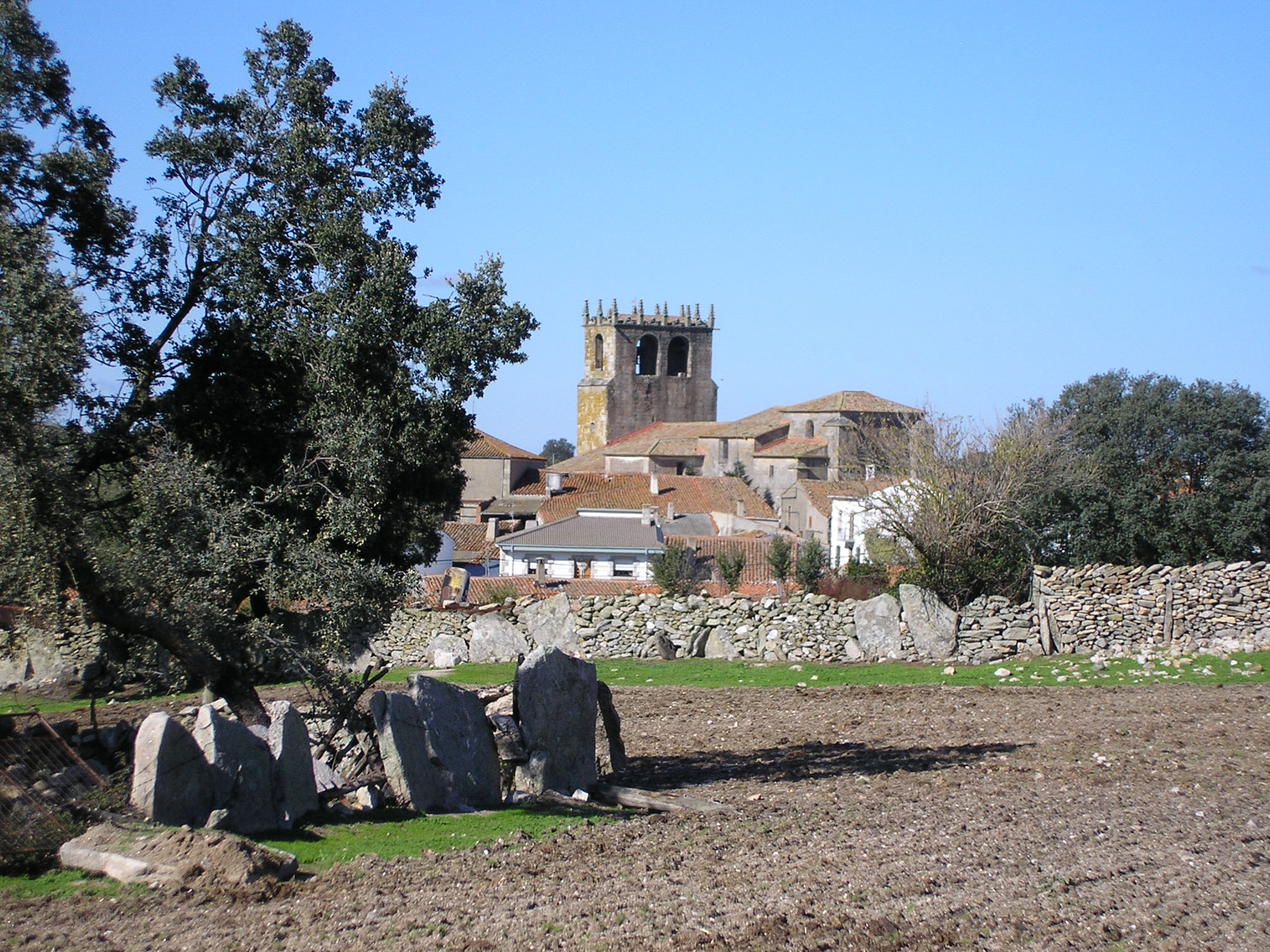
Vista de la Torre de Guadramiro y de la Iglesia de El Salvador desde una cortina aledaña al pueblo

- Iglesia de El Salvador (siglos XV-XVI): Templo gótico construido entre los siglos XV y XVI, posee un notable retablo de estilo barroco presidido por El Salvador obra del artista Lucas Mitata. En su interior posee otros retablos así como imaginería perteneciente a la parroquia de la cual cabría destacar por su antigüedad la imagen de Santa Lucía (siglo XV).
- Ermita de Nuestra Señora del Árbol (siglo XVI): Templo gótico construido entre 1543 y 1593. Destaca por sus grandes dimensiones. Alberga en su interior el retablo de la Virgen del Árbol, así como los de las desaparecidas ermitas de San Sebastián y San Cristóbal. En 1973 se situó la imagen de San Cristóbal en el frontal, dejando a la Virgen del Árbol en el lugar ocupado hasta entonces por éste en un lateral de la ermita.

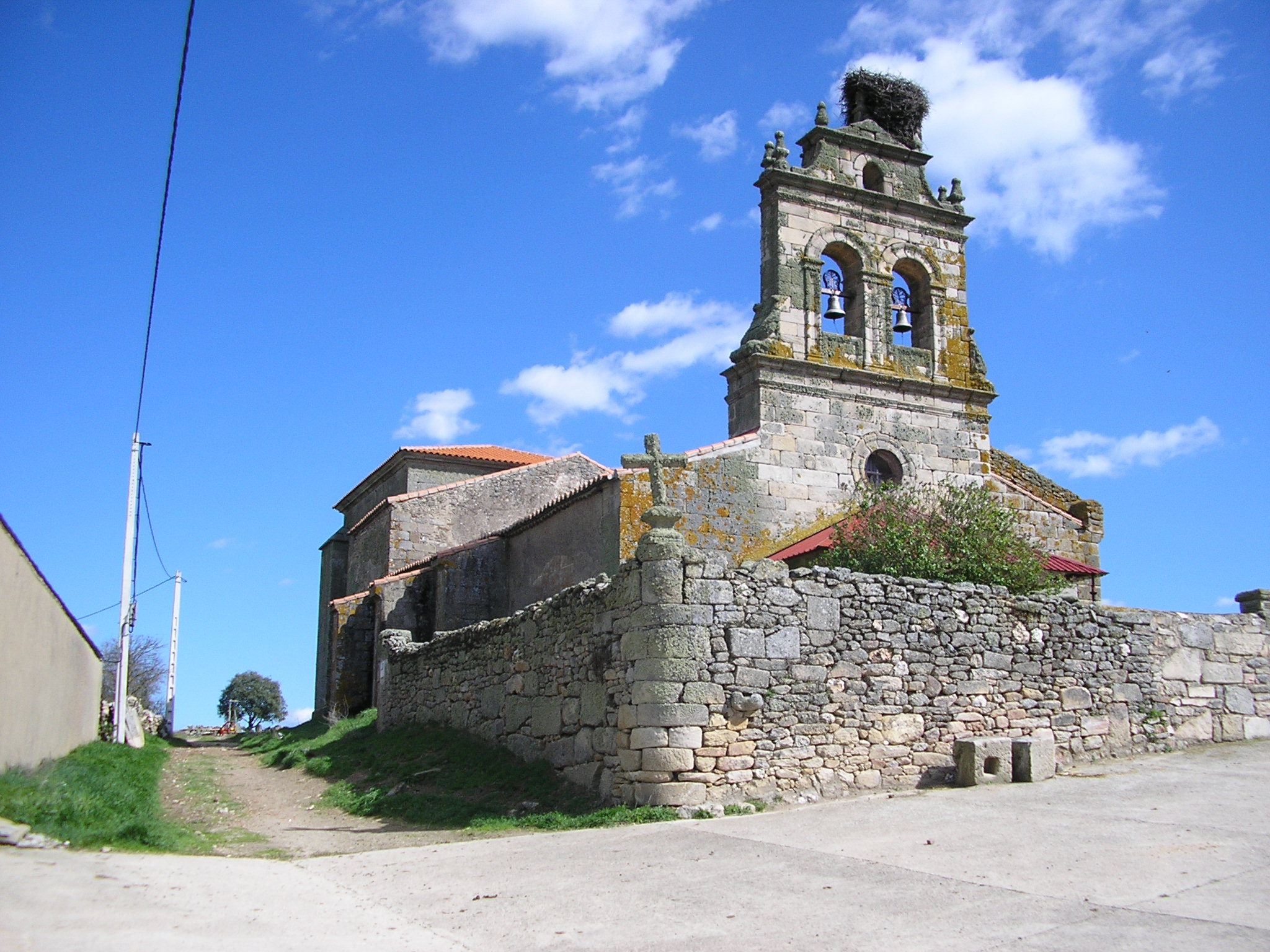
Ermita de la Virgen del Árbol

- Humilladero de la Santa Cruz: Situado a la entrada del pueblo desde el sureste consiste en unas gradas de forma cuadrangular sobre las que se eleva una cruz de piedra. Supone una muestra de piedad por parte del pueblo y para su fomento entre los viajantes.

### Palacios y casas palaciegas
- Palacio de los Señores de Guadramiro (siglo XIV-XV): Conocido como "de los Marqueses de Castellanos" por poseer también dicho título nobiliario sus titulares, fue construido en los siglos XIV y XV fue desmantelado en la década de los cuarenta, conservándose actualmente de él tan solo las paredes del jardín y las de las paneras.
- Palacio del Moral (siglo XVI): Actualmente dividido en varias viviendas pese a las modificaciones que ha sufrido su fachada sigue conservando los escudos heráldicos originarios.

### Edificios civiles
- Hospital (siglo XV): Ubicado sobre un canchal graníticoeste edificio fue hospital de pobres y peregrinos hasta que dejara de usarse en el siglo XIX. Actualmente se encuentra en estado de ruina aunque conserva en buen estado su portada.
- Alhóndiga (siglo XVIII): De grandes dimensiones conserva en su interior una cúpula de cuatro arcos.

## Cultura

### Fiestas
- San Cristóbal (10 de julio) al que se dedican las fiestas patronales el fin de semana más cercano a esta fecha.
- Las Madrinas, celebración típicamente charra que tiene lugar tradicionalmente el primer fin de semana de octubre, si bien en Guadramiro esta fecha se cambió recientemente por el segundo fin de semana de octubre con el fin de que no coincidiese con "Las Madrinas" de los pueblos contiguos como Valderrodrigo que las tienen como fiestas principales.

## Administración y política

### Gobierno municipal
Actualmente, tras las elecciones municipales de 2023, el Pleno del Ayuntamiento está formado por cuatro concejales del Partido Popular (PP) y un concejal de Unión del Pueblo Leonés (UPL). En las elecciones autonómicas de 2019 el PP también fue el partido más votado en el municipio, seguido de UPL y PSOE.
| Periodo   | Nombre                | Partido | Partido                           |
| --------- | --------------------- | ------- | --------------------------------- |
| 1979-1983 | Zacarías Herrero      |         | Unión de Centro Democrático (UCD) |
| 1983-1991 | Zacarías Herrero      |         | Alianza Popular (AP)              |
| 1991-1999 | Zacarías Herrero      |         | Partido Popular (PP)              |
| 1999-2007 | Alonso Calderón       |         | Partido Popular (PP)              |
| 2007-2018 | Juan María Moro       |         | Partido Popular (PP)              |
| 2018-2023 | Bernabé Gil Sendín    |         | Partido Popular (PP)              |
| 2023-act. | Albert Calderón Ramos |         | Partido Popular (PP)              |

El actual alcalde de Guadramiro es Albert Calderón Ramos, que relevó en el cargo en junio de 2023 a Bernabé Gil Sendín al frente de la alcaldía, quien ejerció como alcalde desde marzo de 2018.
Desde 1979 se han sucedido varios alcaldes en Guadramiro, siendo Zacarías Herrero el que más periodo ha tenido el bastón de la alcaldía, que ostentó desde los inicios de la democracia hasta 1999, cuando fue sucedido por Alonso Calderón que, tras ocho años en el gobierno del municipio, cedió en 2007 el bastón de alcalde a Juan María Moro, que lo ostentó durante casi once años, hasta marzo de 2018.
| Partido político                         | 2023  | 2023  | 2023       | 2019  | 2019  | 2019       | 2015  | 2015  | 2015       | 2011  | 2011  | 2011       | 2007  | 2007  | 2007       | 2003  | 2003  | 2003       |
| Partido político                         | %     | Votos | Concejales | %     | Votos | Concejales | %     | Votos | Concejales | %     | Votos | Concejales | %     | Votos | Concejales | %     | Votos | Concejales |
| Partido Popular (PP)                     | 60,00 | 54    | 4          | 73,74 | 73    | 5          | 80,53 | 91    | 5          | 77,78 | 98    | 5          | 69,72 | 99    | 5          | 78,08 | 114   | 5          |
| Unión del Pueblo Leonés (UPL)            | 50,00 | 45    | 1          | —     | —     | —          | —     | —     | —          | —     | —     | —          | —     | —     | —          | —     | —     | —          |
| Partido Socialista Obrero Español (PSOE) | 14,44 | 13    | 0          | 15,15 | 15    | 0          | 6,19  | 7     | 0          | 11,90 | 15    | 0          | 24,65 | 25    | 0          | 20,55 | 30    | 0          |

### Elecciones autonómicas
| Partido político                                     | 2019  | 2019  | 2015  | 2015  | 2011  | 2011  | 2007  | 2007 | 2003  | 2003 | 1999  | 1999 | 1991  | 1991 | 1987  | 1987 | 1983  | 1983 |
| Partido político                                     | Votos | %     | Votos | %     | Votos | %     | Votos | %    | Votos | %    | Votos | %    | Votos | %    | Votos | %    | Votos | %    |
| Partido Popular (PP)                                 | 56    | 60,20 | 82    | 70,69 | 102   | 83,61 | —     | —    | —     | —    | —     | —    | —     | —    | —     | —    | —     | —    |
| Unión del Pueblo Leonés (UPL)                        | 13    | 14,00 | —     | —     | —     | —     | —     | —    | —     | —    | —     | —    | —     | —    | —     | —    | —     | —    |
| Partido Socialista Obrero Español (PSOE)             | 13    | 14,00 | 15    | 12,93 | 16    | 13,11 | —     | —    | —     | —    | —     | —    | —     | —    | —     | —    | —     | —    |
| Ciudadanos (Cs)                                      | 6     | 6,50  | 14    | 12,07 | —     | —     | —     | —    | —     | —    | —     | —    | —     | —    | —     | —    | —     | —    |
| Vox                                                  | 4     | 4,30  | —     | —     | —     | —     | —     | —    | —     | —    | —     | —    | —     | —    | —     | —    | —     | —    |
| Podemos                                              | —     | —     | 2     | 1,72  | —     | —     | —     | —    | —     | —    | —     | —    | —     | —    | —     | —    | —     | —    |
| Partido Regionalista del País Leonés (PREPAL)        | —     | —     | 1     | 0,86  | —     | —     | —     | —    | —     | —    | —     | —    | —     | —    | —     | —    | —     | —    |
| Partido Animalista Contra el Maltrato Animal (PACMA) | —     | —     | —     | —     | 1     | 0,82  | —     | —    | —     | —    | —     | —    | —     | —    | —     | —    | —     | —    |
| Unidad Regionalista de Castilla y León (URCL)        | —     | —     | —     | —     | 1     | 0,82  | —     | —    | —     | —    | —     | —    | —     | —    | —     | —    | —     | —    |